# Isola Alexander (fiume Fitzroy)
L'isola Alexander, nella regione di Kimberley in Australia, è l'area terrestre compresa tra il fiume Fitzroy, a sud, e il fiume Cunninghame, che è un braccio secondario del primo, a nord. Il territorio dell'isola comincia nel punto in cui i due fiumi si dividono, 10 km a sud della cittadina di Fitzroy Crossing, e termina nel punto in cui si riuniscono, 80 km a sud-ovest della suddetta città.
L'isola raggiunge un'ampiezza massima di circa 10 km.